# Eiderdanskar
Eiderdanskar (även: Ejderdanskar) var anhängarna till Eiderprogrammet i Danmark. De kämpade 1848–1864 för närmare sammanslutning mellan kungariket Danmark och hertigdömet Schleswig, med frånskiljande av de tyska förbundsländerna Holstein och Sachsen-Lauenburg. (Floden Eider skulle således bli rikets södra gräns.) Det motsatta partiet, helstatsmännen, ville ha Holstein och Lauenburg kvar i statsförbundet. I praktiken förlorade Danmark båda efter att Preussen erövrat dem i det dansk-tyska kriget 1864. Anhängarna fanns främst bland nationalliberalerna, som 1848 omvandlade tankarna till officiell dansk utrikespolitik.